# FIFA：98世界杯之路
《FIFA：98世界杯之路》是一款由EA加拿大公司制作、艺电发行的体育类游戏。游戏首先于1997年6月在Windows发行。游戏移植至PlayStation、任天堂64、Game Boy、Mega Drive、超级任天堂和世嘉土星等多个平台上发行。
本游戏是一个足球类游戏。
游戏在英国连续2周成为最佳销售游戏。